# Michail Michailowitsch Karnauchow
Michail Michailowitsch Karnauchow (russisch Михаил Михайлович Карнаухов; * 2. Märzjul. / 14. März 1892greg. in Orenburg; † 22. Dezember 1955 in Leningrad) war ein russisch-sowjetischer Metallurg und Hochschullehrer.

## Leben
Karnauchows Vater Generalmajor Michail Michailowitsch Karnauchow (1867–1918) nahm am Ersten Weltkrieg teil.
Karnauchow studierte am Petrograder Polytechnischen Institut mit Abschluss 1914 als Ingenieur-Metallurg.
Während des Ersten Weltkriegs leitete Karnauchow 1915–1916 den Siemens-Martin-Ofen im Hüttenwerk Alapajewsk. 1917–1918 arbeitete er im Hüttenwerk Taganrog, das von Oktoberrevolution und Bürgerkrieg noch nicht betroffen war. 1918–1920 war er Vizedirektor des Alexander-Werks der Olonezer Hüttenwerke im sowjetischen Petrosawodsk.
Ab 1920 lehrte Karnauchow am Petrograder/Leningrader Polytechnischen Institut. 1927 wurde er zum Professor ernannt, und ab 1933 leitete er den Lehrstuhl für Stahl-Metallurgie.
Daneben arbeitete Karnauchow ab 1926 im Institut für Projektierung von Hüttenwerken. Ab 1932 arbeitete er im Zentralinstitut für Metalle. Sein Forschungsschwerpunkt waren die physikalisch-chemischen Grundlagen des Siemens-Martin-Verfahrens, des Bessemer-Verfahrens und des Thomas-Verfahrens. Er entwickelte einen Muster-Siemens-Martin-Ofen und -Betrieb. Er erschmolz in Leningrader Hüttenwerken versuchsweise in Siemens-Martin-Öfen Chrom-Nickel-Eisen mit Roheisen aus Limonit aus der Chalilowo-Lagerstätte bei Orenburg. Er entwickelte den Siemens-Martin-Prozess mit saurem Feuerfestmaterial (Siliciumdioxid) statt des üblichen basischen Materials (Magnesia, Sinterdolomit) und führte ihn in die Praxis ein. 1939 wurde er zum Korrespondierenden Mitglied der Akademie der Wissenschaften der UdSSR (AN-SSSR, seit 1991 Russische Akademie der Wissenschaften (RAN)) gewählt.
Während des Deutsch-Sowjetischen Kriegs leitete Karnauchow 1941–1945 in Swerdlowsk den Lehrstuhl für Metallurgie des Uraler Industrie-Instituts. Er war Mitglied der Technischen Räte des Volkskommissariats für Rüstung und des Volkskommissariats für Eisen- und Stahlmetallurgie der UdSSR.
Ab 1953 leitete Karnauchow das Leningrader Laboratorium des Moskauer Baikow-Instituts für Metallurgie und Materialkunde. 1953 wurde er zum Vollmitglied der AN-SSSR gewählt.

## Ehrungen, Preise
- Stalinpreis (1943)[3]
- Leninorden (1944, 1953)[3]
- Orden des Roten Sterns
- Orden des Roten Banners der Arbeit (1945)